# Alexander Dranishnikov
Alexander Nikolaevich Dranishnikov (em russo:  Александр Николаевич Дранишников; 5 de fevereiro de 1958) é um matemático russo-estadunidense, que trabalha com geometria e topologia, atualmente professor da Universidade da Flórida.
Foi palestrante convidado do Congresso Internacional de Matemáticos em Berlim (1998: Dimension theory and large Riemannian manifolds). Em 2012 foi um dos inaugural fellows da American Mathematical Society.